# 5971 Tickell
5971 Tickell este un asteroid din centura principală de asteroizi.

## Descriere
5971 Tickell este un asteroid din centura principală de asteroizi. A fost descoperit pe 12 iulie 1991 la Observatorul Palomar de Henry E. Holt. Asteroidul prezintă o orbită caracterizată de o semiaxă mare de 2,60 ua, o excentricitate de 0,17 și o înclinație de 12,3° în raport cu ecliptica.